# Evergestis tenuiscriptalis
Evergestis tenuiscriptalis is een vlinder uit de familie van de grasmotten (Crambidae). De wetenschappelijke naam van de soort is voor het eerst gepubliceerd in 1903 door Hans Rebel.
De soort komt voor in Iran.